# حسن لنجي (قرية)
قرية حَسَن لَنْجِي (بالفارسيَّة: دهستان حسن لنگی) هي إحدى قُرى ناحية شمیل الواقعة ضمن مقاطعة بندر عبَّاس في محافظة هرمزغان جُنوب إيران. مركز هذه القرية هو قرية حسن لنجي بالا.

## سكان
وفقاً للإحصاء الرَّسمي الإيراني سنة 2016، فقد بلغ عدد سكان قسم حسن لنجي 7,747 نسمة.